# Arnór Atlason
Arnór Atlason (Akureyri, 1984. július 23. –) izlandi kézilabdázó, posztját tekintve: irányító. Jelenleg a dán AG København játékosa.
Pályafutását a KA Akureyri együttesében kezdte. 2004-ben Németországba szerződött az SC Magdeburg gárdájához. 2006 és 2010 között az FCK Håndbold játékosa volt. 2011-től az AG København csapatát erősíti.
A 2008. évi nyári olimpiai játékokon ezüst, míg a 2010-es Európa-bajnokságon bronzérmet szerzett a nemzeti csapat tagjaként.

## Sikerei

### Válogatottban
- Olimpia
  - 2. hely: (2008)
- Európa-bajnokság
  - 3. hely: (2010)

### Klubcsapatban
- Izlandi bajnokság
  - 1. hely: 2002
- Izlandi-kupa
  - 1. hely: 2004
- Dán bajnokság
  - 1. hely: 2008, 2011
- Dán-kupa
  - 1. hely: 2010